# Gzuz
Gzuz, pseudonimo di Kristoffer Klauß (Amburgo, 29 giugno 1988), è un rapper tedesco.

## Biografia
Cresciuto ad Amburgo e membro del gruppo musicale 187 Strassenbande, ha visto la svolta commerciale come artista solista con la pubblicazione del primo album in studio High & Hungrig, realizzato in collaborazione con Bonez MC nel 2014, che si è posto nella top ten delle Offizielle Deutsche Charts. Ha successivamente conquistato quattro dischi numero uno in Germania e ha piazzato 74 brani nella Deutsche Singlechart, di cui due alla vetta. Più di 3 470 000 unità sono state certificate dalla Bundesverband Musikindustrie, IFPI Austria e IFPI Schweiz fra tracce e album, equivalenti a 12 dischi d'oro e sei platini complessivi.

## Discografia

### Da solista

#### Album in studio
- 2014 – High & Hungrig (con Bonez MC)
- 2015 – Ebbe & Flut
- 2016 – High & Hungrig 2 (con Bonez MC)
- 2018 – Wolke 7
- 2020 – Gzuz
- 2022 – Große Freiheit
- 2023 – High & Hungrig 3 (con Bonez MC)
- 2024 – Freitag der 13.

#### EP
- 2016 – High & Hungrig 2 (con Bonez MC)
- 2016 – Ebbe & Flut

#### Singoli
- 2019 – Vor der Tür
- 2020 – Gzuz
- 2020 – Kollektiv (con LX)
- 2021 – Paradies (con Sa4 e Bonez MC)
- 2021 – Keiner kann mich ficken!
- 2021 – Polizei (con KC Rebell)
- 2021 – Späti
- 2021 – Genau so Eine (con Maxwell)
- 2022 – Wenn ich will (con Bonez MC)
- 2022 – Riesenjoints (con i Cratez e Veysel)
- 2022 – GMO (con LX)
- 2022 – Ndrangheta (con Shafo)
- 2022 – So High (con LX)
- 2023 – YumYum (con Bonez MC)
- 2023 – Sturkopf (con Bonez MC)
- 2023 – Abziehen (con Bonez MC)
- 2023 – Nix zu tun (con Bonez MC e Olexesh)
- 2023 – Tanzen (con Bonez MC)
- 2023 – Cinnamon Roll (con Bonez MC)
- 2023 – Was macht Gzuz?! (con The Cratez)
- 2023 – 2 Germans (con Luciano)
- 2024 – Noch ein Glas
- 2024 – G Wagon
- 2024 – Motorsport (con LX)
- 2024 – Riechst du das (con Bausa)
- 2024 – Unerlaubtes Fahren (con Bonez MC)
- 2024 – Kokaina 2.0 (con Don Xhoni)
- 2024 – Leben wie ein Spielfilm (con Milonair e Haftbefehl)
- 2024 – Bad (con Bonez MC)
- 2024 – King of Germmany
- 2024 – Balla balla
- 2024 – Stroboparty (con NoCashFromParents e Shoki)
- 2025 – Kreidebleich
- 2025 – Bengel
- 2025 – 5 Sterne GTA
- 2025 – Knacks
- 2025 – Glitch

### 187 Strassenbande
- 2009 – 187 Strassenbande
- 2011 – Der Sampler II
- 2015 – Der Sampler III
- 2017 – Sampler 4
- 2021 – Sampler 5